# 117852 Constance
117852 Constance è un asteroide della fascia principale. Scoperto nel 2005, presenta un'orbita caratterizzata da un semiasse maggiore pari a 2,5914001 UA e da un'eccentricità di 0,0489080, inclinata di 11,42128° rispetto all'eclittica.